# Esmaël Gonçalves
Esmaël Gonçalves (25 de juny de 1991) és un futbolista guineà.

## Selecció del Guinea Bissau
Va debutar amb la selecció del Guinea Bissau el 2018. Va disputar 1 partit amb la selecció del Guinea Bissau.

## Estadístiques
| Selecció del Guinea Bissau | Selecció del Guinea Bissau | Selecció del Guinea Bissau |
| Anys                       | Partits                    | Gols                       |
| -------------------------- | -------------------------- | -------------------------- |
| 2018                       | 1                          | 0                          |
| Total                      | 1                          | 0                          |